# The Philosopher's Stone
The Philosopher's Stone è una raccolta del cantautore britannico Van Morrison, pubblicata nel 1998.

## Il disco
Si tratta di un doppio album che contiene ben trenta tracce di cui venticinque inedite, che consistono in outtakes registrate tra il 1969 ed il 1988.

## Tracce
Tutte le tracce sono di Van Morrison tranne dove indicato.
Disco 1
1. Really Don't Know – 3:37
2. Ordinary People – 5:20
3. Wonderful Remark – 8:01
4. Not Supposed to Break Down – 5:24
5. Laughing in the Wind – 4:10
6. Madame Joy – 4:23
7. Contemplation Rose – 5:15
8. Don't Worry About Tomorrow – 5:20
9. Try for Sleep (Morrison, John Platania) – 6:05
10. Lover's Prayer – 3:57
11. Drumshanbo Hustle – 4:48
12. Twilight Zone – 8:23
13. Foggy Mountain Top – 5:27
14. Naked in the Jungle – 4:36
15. There There Child (Morrison, Platania) – 3:01

Disco 2
1. The Street Only Knew Your Name – 6:25
2. John Henry (tradizionale) – 5:48
3. Western Plain (Lead Belly, John Lomax) – 5:42
4. Joyous Sound – 2:30
5. I Have Finally Come to Realise – 5:09
6. Flamingos Fly – 6:28
7. Stepping Out Queen, Pt. 2 – 4:26
8. Bright Side of the Road – 4:02
9. Street Theory – 4:54
10. Real Real Gone – 3:45
11. Showbusiness – 9:21
12. For Mr. Thomas (Robin Williamson) – 4:15
13. Crazy Jane on God (William Mathieu, William Butler Yeats) – 4:05 (con Moving Hearts)
14. Song of Being a Child (Peter Handke, Morrison) – 4:09
15. High Spirits (Paddy Moloney, Morrison) – 4:21 (con The Chieftains)

## Classifiche
| Anno | Classifica                          | Posizione raggiunta |
| ---- | ----------------------------------- | ------------------- |
| 1997 | Regno Unito (Official Albums Chart) | 20                  |
| 1997 | Stati Uniti (Billboard 200)         | 87                  |